# فورسيل بيتيري
فورسيل بيتيري (بالفنلندية: Petteri Forsell)‏ (16 أكتوبر 1990 فنلندا - ) هو لاعب كرة قدم فنلندي، يلعب كلاعب وسط.

## روابط خارجية
- فورسيل بيتيري على موقع الاتحاد الدولي (مؤرشف)  (الإنجليزية)
- فورسيل بيتيري على موقع الاتحاد الأوربي (الإنجليزية)
- فورسيل بيتيري على موقع اتحاد السويد (السويدية)
- فورسيل بيتيري على موقع اتحاد تركيا (لاعب) (الإنجليزية)
- فورسيل بيتيري على موقع قاعدة بيانات كرة القدم.إي يو (الإنجليزية)
- فورسيل بيتيري على موقع ناشيونال فوتبول تيمز (الإنجليزية)
- فورسيل بيتيري على موقع Soccerway.com (الإنجليزية)
- فورسيل بيتيري على موقع عالم كرة القدم.نت (الإنجليزية)